# Otomys irroratus
Otomys irroratus је врста глодара из породице мишева (лат. Muridae).

## Распрострањење
Врста је присутна у Зимбабвеу, Јужноафричкој Републици, Лесоту, Мозамбику и Свазиленду.

## Станиште
Врста Otomys irroratus има станиште на копну.

## Угроженост
Ова врста није угрожена, и наведена је као последња брига јер има широко распрострањење.

### Популациони тренд
Популација ове врсте је стабилна, судећи по доступним подацима.